# Morgengrauen (1962/1963)
Morgengrauen ist ein deutscher Kurzfilm des Regisseurs Jürgen Hilgert und des Produzenten Gerhard Schmidt (Produktionsfirma „cinestudio“, Bonn) aus dem Jahr 1963.

## Handlung
Der Kurz-Spielfilm „Morgengrauen“ handelt von der Auseinandersetzung eines Individuums mit der Gesellschaft in der Form einer Parabel: Eines Morgens erwacht ein Mann in einem Wald. Neben sich findet er ein Dummy, eine Schaufensterpuppe in Gestalt einer passiven Eva, zu der er über alles und jedes, über Gott und die Welt reden kann. Unentwegt sprechend, erschafft er sich Wort für Wort seine eigene Welt, sein eigenes Paradies. Als er wieder auf Menschen trifft, zunächst noch betäubt von seiner selbstbesessenen Welt-Anschauung, findet er, letztendlich ent-täuscht, in die Wirklichkeit einer Gesellschaft zurück.

## Hintergrund
Der Kurz-Spielfilm – 18 Minuten; 35 mm; schwarz-weiß; deutschsprachig – ist Ende 1962/Anfang 1963 von Jürgen Hilgert und Gerhard Schmidt in Zusammenarbeit mit dem Autor Gerd Hergen Lübben und dem Komponisten Georg Müller erarbeitet worden; die Hauptrolle übernahm der Contra-Kreis-Schauspieler Wolfgang Strohmeyer. Das Filmemacher-Team Hilgert/Lübben/Müller/Schmidt war bereits 1961 mit dem durch die „Staatsbürgerliche Bildungsstelle des Landes Nordrhein-Westfalen“ geförderten Kurzfilm „Flucht“ erfolgreich. – „Morgengrauen“ wurde am 8. Februar 1963 in Bonn im Rahmen der „Fünften öffentlichen Veranstaltung der Bühne für sinnliche Wahrnehmung – KONZIL“ erstaufgeführt sowie dann auf Filmfestivals in Oberhausen (Westdeutsche Kurzfilmtage; hier prämiert), Mannheim (Internationale Filmwoche) und Amsterdam (Kriterion – International Film Study Days) gezeigt. In deutsche Kinos gelangte „Morgengrauen“ als Vorfilm zum dritten Spielfilm des Regisseurs Alain Resnais, „Muriel oder Die Zeit der Wiederkehr“ (»Muriel ou Le Temps d'un Retour«).

## Rezeption
Fünfzig Jahre nach Entstehung und gepriesenen ersten Präsentationen des Kurz-Spielfilms von Hilgert und Schmidt, muss „Morgengrauen“ als vermisst, wenn nicht gar als verschollen gelten; „filmportal.de“: „Sie haben diesen Film gesehen? Dann freuen wir uns auf Ihren Beitrag!“